# Wojciech Reszko

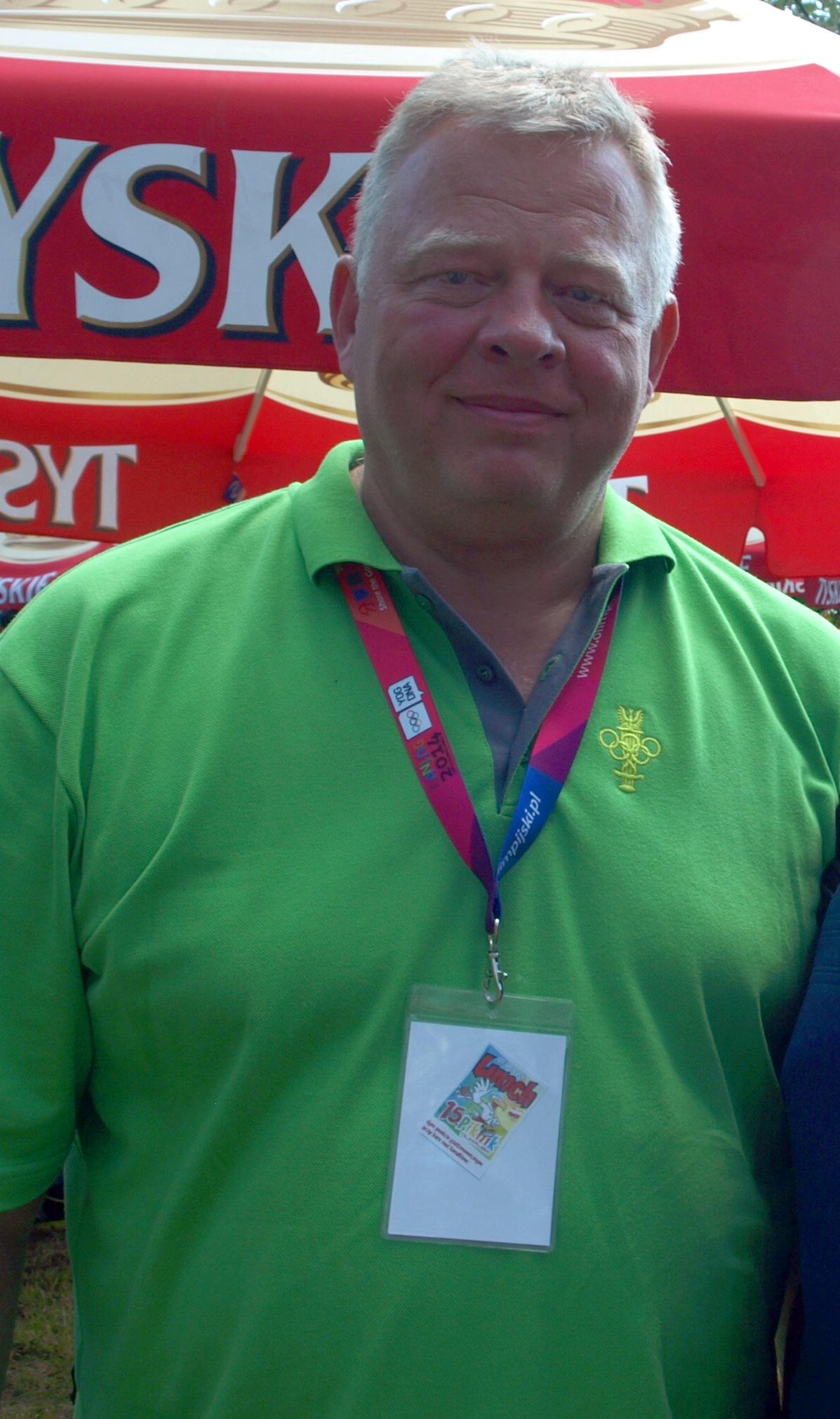
Wojciech Reszko (2014)

Wojciech Reszko (* 30. Oktober 1956 in Stettin) ist ein ehemaliger polnischer Judoka, der 1981 Europameister war.

## Sportliche Karriere
Der 1,92 m große Wojciech Reszko war 1980, 1981, 1982 und 1984 polnischer Meister im Schwergewicht und 1982 polnischer Meister in der offenen Klasse. 
1975 war er Dritter der Junioren-Europameisterschaften. 1976 gewann er dort Silber und bei den Junioren-Weltmeisterschaften Silber. Bei den Weltmeisterschaften der Studierenden 1978 erhielt er Bronze im Schwergewicht und Silber in der offenen Klasse. 1980 startete er bei den Olympischen Spielen in Moskau zweimal. Im Schwergewicht unterlag er in seinem ersten Kampf dem späteren Olympiasieger Angelo Parisi aus Frankreich, in der Hoffnungsrunde verlor er gegen Vladimír Kocman aus der Tschechoslowakei. In der offenen Klasse schied er gegen den Ungarn András Ozsvár aus. Alle Kämpfe gingen über die volle Zeit. Bei den Weltmeisterschaften der Studierenden im gleichen Jahr gewann er Bronze im Schwergewicht und siegte in der offenen Klasse.
Bei den Europameisterschaften 1981 in Debrecen traf Reszko im Finale der offenen Klasse auf den Niederländer Willy Wilhelm und gewann den Titel. Drei Monate später bei den Weltmeisterschaften in Maastricht schied Reszko im Schwergewicht gegen Vladimír Kocman aus. In der offenen Klasse bezwang er im Viertelfinale den Bulgaren Dimitar Saprjanow und im Halbfinale den Österreicher Robert Köstenberger. Im Finale unterlag er dem Japaner Yasuhiro Yamashita. Im Jahr darauf belegte Reszko bei den Europameisterschaften in Rostock den fünften Platz im Schwergewicht. 1983 erreichte er im Schwergewicht den siebten Platz bei den Weltmeisterschaften in Moskau. 1984 folgte der siebte Platz bei den Europameisterschaften in Lüttich. Die Olympischen Spiele 1984 verpasste er wegen des Olympiaboykotts. Bei den in Warschau ausgetragenen Alternativ-Wettkämpfen belegte er den dritten Platz in der offenen Klasse.